# 해리 오스본
해리 오스본(Harry Osborn)은 마블 코믹스 《스파이더맨》의 등장인물이며 초대 그린 고블린인 노먼 오스번의 아들이다.
그는 스파이더맨인 피터 파커와 절친한 친구 사이였지만 아버지를 따라 그린 고블린이 되어 피터를 위협한다.